# Cathédrale Sainte-Edwige de Berlin
La cathédrale Sainte-Edwige (en allemand Sankt Hedwigskathedrale) est une cathédrale catholique située sur la Bebelplatz à Berlin en Allemagne. C'est la plus ancienne église catholique de Berlin encore ouverte au culte.

## Histoire

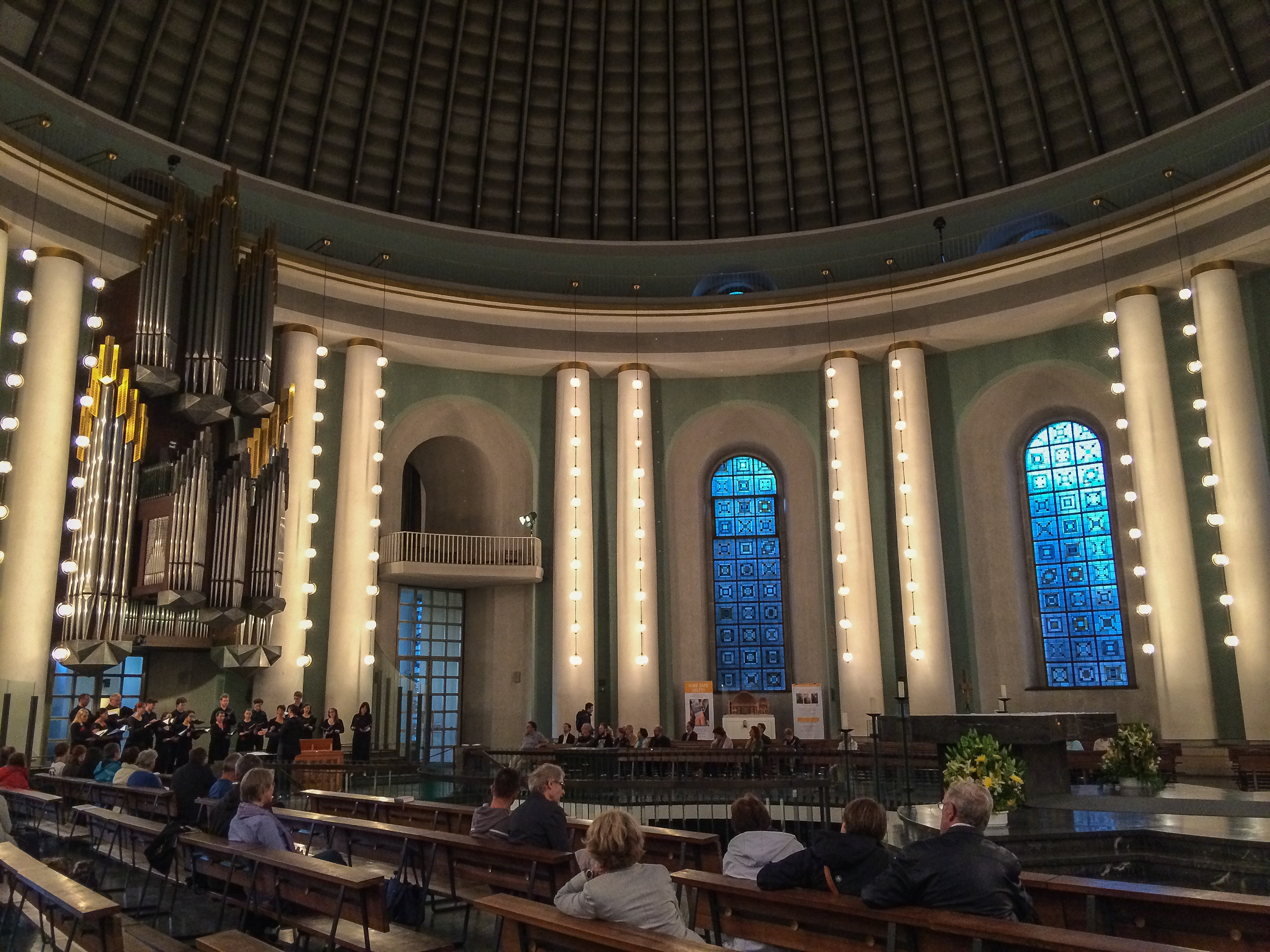
Intérieur de la cathédrale Sainte-Edwige, en juin 2014.

La cathédrale est construite sur ordre de Frédéric le Grand, roi de Prusse. Elle fait l'objet d'un avant-projet de Georg Wenzeslaus von Knobelsdorff et de l'architecte français Jean-Laurent Legeay en 1748, suivi des travaux de Johann Boumann puis de Johann Gottfried Büring, qui se sont fortement inspirés du Panthéon de Rome. L'ami du roi, Ignacy Krasicki, évêque de Varmie, plus tard archevêque de Gnesau, officie à la consécration de l'église en 1773.
L'édifice est dédié à la sainte patronne de Silésie et du Brandebourg, sainte Edwige de Silésie, et honore ainsi les immigrants catholiques silésiens, venus s'établir en Brandebourg et à Berlin. Le choix de ce patronage permet aussi à Frédéric II de s'assurer de la loyauté de cette province conquise en 1740 sur les Habsbourg.
En 1931, l'évêque de Berlin nomme l'abbé Bernhard Lichtenberg chanoine du chapitre de la cathédrale Sainte-Edwige ; celui-ci, dans les offices du soir suivant la Nuit de Cristal, prie publiquement pour les juifs. Lichtenberg est plus tard emprisonné par les nazis et meurt sur le chemin du camp de concentration de Dachau. En 1965, ses restes sont transférés dans la crypte de la cathédrale Sainte-Edwige.
La cathédrale, fortement endommagée pendant la Seconde Guerre mondiale, fut en grande partie reconstruite entre 1952 et 1963, avec des ajouts comme les neuf chapelles en couronne de la crypte.

## Sainte-Edwige dans les arts et la culture
Dans ses impressions de voyage à Berlin, l'écrivain belge Camille Lemonnier décrit l'ordonnance d'un mariage de la haute société berlinoise célébré à la cathédrale Sainte-Edwige, qu'il qualifie d'« affreuse église sous une cloche à fromage », peu sensible à « la nudité froide de l'unique nef ».